# 30 (альбом Адели)
30 — четвёртый студийный альбом британской певицы и автора песен Адели. Диск содержит совместные работы с американским продюсером и соавтором прошлого диска 25 Грегом Кёрстином, шведскими продюсерами и авторами песен Максом Мартином и Шеллбэком (оба были соавторами трека «Send My Love (To Your New Lover)»), шведским композитором Людвигом Йоранссоном, канадским автором-исполнителем Тобиасом Джессо, британским продюсером Inflo (из музыкального коллектива Sault), а также с рэперами и продюсерами Tyler, the Creator и Скептой. Как и в предыдущих альбомах Адель, вокальные треки на 30 являются оригинальными демозаписями. Выпуск альбома состоялся 19 ноября 2021 года на лейблах Melted Stone и Columbia. Её дебют на мейджор-лейбле, альбом является первым проектом певицы с тех пор, как её контракт с XL Recordings истек после выпуска 25 (2015).
Название альбома отсылает к возрасту, в котором певица впервые вышла замуж за теперь уже бывшего мужа Саймона Конецки и будет включать темы разлуки, развода, материнства и беспокойства о славе и репутации.
Ведущий сингл «Easy on Me» был выпущен 15 октября 2021 года и имел международный успех. Обширная рекламная кампания включала специальный концерт Adele One Night Only на CBS с интервью американской ведущей ток-шоу Опры Уинфри 14 ноября 2021 года, за которым последовал специальный концерт An Audience with Adele на телеканале ITV 21 ноября 2021 года. Два концерта British Summer Time Hyde Park запланировано на июль 2022 года. Альбом 30 получил широкое признание музыкальных критиков. Он возглавил чарты Австралии, Германии, Ирландии, Литвы, Нидерландов, Новой Зеландии, Норвегии, Шотландии, Швеции, Великобритании и США.
8 февраля 2022 года альбом 30 выиграл основную награду British Album of the Year на 42-й церемонии BRIT Awards, сделав Адель первым сольным артистом в истории, получившим эту престижную премию три раза. Кроме того, песня «Easy on Me» стала «Британским синглом года», а продюсер Inflo стал «Продюсером года».

## История создания
Адель работала над своим четвёртым студийным альбомом с 2018 года. 5 мая 2019 года, в свой 31 день рождения, певица опубликовала в своем аккаунте в Instagram несколько чёрно-белых фотографий, посвящённых этому случаю, вместе с сообщением о работе в прошлом году. Сообщение заканчивалось словами: «30 будет драм-н-бейс, назло вам». СМИ восприняли это сообщение как указание на то, что скоро выйдет новый альбом.
15 февраля 2020 года Адель объявила на свадьбе подруги, что её четвёртый студийный альбом выйдет к сентябрю 2020 года. Позже она подтвердила, что производство и выпуск альбома были отложены из-за пандемии COVID-19.
В январе 2021 года, в интервью для журнала Vogue, Адель поделилась, что 30 вдохновлен разводом с Саймоном Конецки, а также пристальным вниманием славы и её материнством.

## Композиция
Stereogum описал 30 как прежде всего поп-, джаз- и соул-альбом.

## Релиз и продвижение
1 октября 2021 года по всему миру начали появляться многочисленные световые проекции и рекламные щиты с номером «30» на таких крупных памятниках, как Букингемский дворец, Эйфелева башня, Эмпайр-стейт-билдинг, Колизей и Лувр, что породило безудержные слухи о том, что это связано с Адель, и что 30 будет названием её четвёртого альбома. 4 октября 2021 года певица изменила все изображения своего профиля в социальных сетях на тёмно-синие фотографии, а также обновила свой веб-сайт, чтобы он соответствовал новому логотипу. На следующий день Адель объявила, что лид-сингл «Easy on Me» выйдет 15 октября 2021 года. Песня возглавила хит-парады в более чем 23 странах мира, включая британский UK Singles и Billboard Hot 100 в США.
В октябре 2021 года Адель стала первым человеком, который в том же месяце одновременно появился на обложках американского и британского выпусков Vogue, в обоих из которых были отдельные фотосессии для журналов и интервью для нового альбома.
1 ноября был раскрыт трек-лист альбома. Делюкс-издания, специально для Target, содержит 2 бонусных трека и совместную с Крисом Стэплтоном версию «Easy on Me».
4 ноября, за две недели до выхода альбома, издание Consequence сообщило, что 30 частично связан со значительной задержкой в производстве виниловых пластинок. Более полумиллиона виниловых копий 30 были выпущены в предшествии нескольких месяцев до дня релиза, дабы гарантировать наличие пластинок Адель. Всё это сопровождалось уже существующей задержкой в производстве из-за пандемии COVID-19 и стало пагубным для альбомов других исполнителей. Эд Ширан заявил: «В мире всего где-то три виниловые фабрики, — и Адель, по сути, забронировала их все, поэтому нам приходилось буквально вклиниваться в этот жесткий график. Получилось так, что все, включая меня, Coldplay, Адель, Тейлор, АББА, Элтон, пытались напечатать наши винилы одновременно».

### Синглы
Ведущий сингл «Easy on Me» вышел 15 октября 2021 года. Сопровождающий музыкальный клип был снят канадским режиссером Ксавье Доланом в Саттон, городе на юго-западе Квебека. Песня возглавила хит-парады в 23 странах мира, включая UK Singles Chart и Billboard Hot 100. «Oh My God» выйдет 29 ноября 2021 года в качестве второго сингла.

### Концерты
В рамках продвижения в США, 18 октября CBS анонсировали Adele One Night Only, двухчасовой концерт и телешоу Адель, включающее интервью с Опрой Уинфри; выпуск был снят в Лос-Анджелесе и вышел в эфир 14 ноября. Для Великобритании еще один специальный концерт под названием An Audience with Adele выйдет в эфир 21 ноября на ITV; концерт был снят в Лондоне, и аудитория будет состоять как из фанатов, так и из кумиров самой певицы, её коллег-музыкантов, художников, актеров, спортсменов, спортсменок и многих других. Адель также планирует дать два концерта (1 и 2 июля 2022 года) в лондонском Летнем Гайд-парке.

## Отзывы
| Совокупная оценка    | Совокупная оценка |
| Источник             | Оценка            |
| -------------------- | ----------------- |
| AnyDecentMusic?      | 7.9/10            |
| Metacritic           | 88/100            |
| Оценки критиков      |                   |
| Источник             | Оценка            |
| AllMusic             | [ 30 ]            |
| Clash                | 8/10              |
| The Daily Telegraph  | [ 32 ]            |
| DIY                  | [ 33 ]            |
| Entertainment Weekly | A–                |
| Evening Standard     | [ 35 ]            |
| The Guardian         | [ 36 ]            |
| The Independent      | [ 37 ]            |
| The Line of Best Fit | [ 38 ]            |
| NME                  | [ 39 ]            |
| Rolling Stone        | [ 40 ]            |
| The Times            | [ 41 ]            |

30 получил всеобщее признание музыкальных критиков, многие из которых назвали его одним из лучших альбомов Адели.
Средневзвешенная оценка на сайте-агрегаторе Metacritic составила 88 из 100 на основании 23 рецензий (по состоянию на 26 ноября 2021 года).
Это альбом с самым высоким для певицы рейтингом на сайте.
Музыкальный журналист журнала Rolling Stone Роб Шеффилд назвал 30 самым сложным и мощным альбомом Адели с лучшими вокальными партиями за всю её карьеру, и высоко оценил его «искусное» продюсирование.
Нил МакКормик из газеты The Daily Telegraph назвал его самым сильным альбомом певицы, отметив, что она делает то, что лучше всего умеет поп-музыка: «собирает эмоции, фокусирует их и изливает в песни, которые может петь каждый, но немногие могут петь так же хорошо, как Адель».
Дэвид Коббальд, рецензирующий на The Line of Best Fit, похвалил театральную сущность 30 и использование электронных инструментов и синтезаторов в его производстве, но отклонил такие песни, как «Oh My God» и «Can I Get It», как «сомнительные». Критик Pitchfork Джиллиан Мейпс назвала 30 «невероятно трогательным альбомом» и самой амбициозной работой Адели на сегодняшний день из-за его «нюансированного» продюсирования, но исключила «Can I Get It», как несущественный поп-радио наполнитель.
Отзывы Эль Ханта из NME и Алексиса Петридиса из The Guardian были неоднозначными. Хант сказал, что 30 был самым креативным альбомом Адель, но тексты песен все ещё находятся на «более безопасной территории»; Хант оценил новое звучание, но почувствовал раздражающую резкость композиций «Hold On», «I Drink Wine» и «Can I Get It».
Петридис сказал, что альбом однообразен в музыкальном и лирическом плане по сравнению с её предыдущими альбомами, и «учитывая их данные по продажам, нельзя винить Адель за то, что она отказалась даже возиться с формулой, которая явно не нарушена. Но она делает это и для 30».

### Итоговые списки критиков
| Публикация           | Список                                 | Ранг | Ссылка |
| -------------------- | -------------------------------------- | ---- | ------ |
| BBC                  | The 21 Best Albums of 2021             | 10   | [ 45 ] |
| Billboard            | The 50 Best Albums of 2021: Staff List | 4    | [ 46 ] |
| Consequence          | Top 50 Albums of 2021                  | 20   | [ 47 ] |
| Entertainment Weekly | The 10 best albums of 2021             | 5    | [ 48 ] |
| Los Angeles Times    | The 10 best albums of 2021             | 7    | [ 49 ] |
| The New York Times   | Lindsay Zoladz’s Best Albums of 2021   | 1    | [ 50 ] |
| NPR Music            | The 50 Best Albums of 2021             | 14   | [ 51 ] |
| Pitchfork            | The 50 Best Albums of 2021             | 32   | [ 52 ] |
| Rolling Stone        | 50 Best Albums of 2021                 | 2    | [ 53 ] |
| Variety              | Chris Willman’s Top 10 Albums of 2021  | 5    | [ 54 ] |

## Награды и номинации
| Год  | Церемония                | Категория                       | Результат | Ссылка |
| ---- | ------------------------ | ------------------------------- | --------- | ------ |
| 2022 | American Music Awards    | Favorite Pop Album              | Номинация | [ 55 ] |
| 2022 | ARIA Music Awards        | Best International Artist       | Номинация | [ 56 ] |
| 2022 | Billboard Music Awards   | Top Billboard 200 Album         | Номинация | [ 57 ] |
| 2022 | Brit Awards              | British Album of the Year       | Победа    | [ 58 ] |
| 2022 | Danish Music Awards      | International Album of the Year | Победа    | [ 59 ] |
| 2022 | GAFFA Awards             | Foreign Album of the Year       | Победа    | [ 60 ] |
| 2022 | iHeartRadio Music Awards | Best Comeback Album             | Победа    | [ 61 ] |
| 2022 | iHeartRadio Music Awards | Pop Album of the Year           | Победа    | [ 61 ] |
| 2022 | Juno Awards              | International Album of the Year | Номинация | [ 62 ] |
| 2022 | Kids' Choice Awards      | Favorite Album                  | Номинация | [ 63 ] |
| 2022 | LOS40 Music Awards       | Best International Album        | Номинация | [ 64 ] |
| 2022 | MTV Video Music Awards   | Album of the Year               | Номинация | [ 65 ] |
| 2023 | Grammy Awards            | Album of the Year               | Номинация | [ 66 ] |
| 2023 | Grammy Awards            | Best Pop Vocal Album            | Номинация | [ 66 ] |

## Коммерческий успех
За три недели до релиза альбом побил рекорд Apple Music по количеству предварительных заказов, превзойдя «Happier Than Ever» (2021); 30 также побил рекорд по наибольшему количеству предварительных добавлений в течение одного дня, а также рекорд по достижению этого в кратчайшие сроки.

### США
В США 30 стал самым продаваемым альбомом 2021 года после его первых трёх дней. За указанный период было продано 500 000 чистых копий, что превзошло альбом Тейлор Свифт Evermore (2020), который ранее удерживал титул бестселлера года с 462 000 копий. Альбом также побил рекорд по продажам за неделю, превысив 369 000 копий Red (Taylor’s Version), проданных ранее в том же месяце. 30 за три дня продан в количестве 575 000 альбомных эквивалентных единиц. На следующий день 30 превзошёл показатели Certified Lover Boy канадца Дрейка по крупнейшей неделе продаж альбома 2021 года, когда было продано 660 000 эквивалентные единицы альбома в первые четыре дня его релиза; из этой суммы 560 000 — это продажи альбомов.
4 декабря 2021 года альбом дебютировал на первом месте Billboard 200 с тиражом 839 000 альбомных эквивалентных единиц, включая 692 000 копий продаж (обе цифры рекорды 2021 года). Это 3-й чарттоппер певицы после альбомов 25 (он был 10 недель на № 1 в 2015—16) и 21 (24 недели № 1 в 2011—12). Из 692 тыс. традиционных копий альбома 205 тыс. это цифровые загрузки и 487 тыс. продажи на физических носителях, в том числе 378 тыс. CD, 108 тыс. виниловые LP всего альбома, 2 тыс. кассет. Это второй показатель по винилу в истории MRC Data с 1991 года (после Red (Taylor’s Version)). В общий показатель входит 141 тыс. стрим-потоков SEA (что равно 185,39 млн on-demand стримов его песен, то есть аудио- плюс видеопотоки всех 12 треков), 6000 трековых единиц TEA (покупки цифровые треков). Цифра в 692 тыс. традиционных копий альбома это рекордный показатель с 2017 года, когда больше было только у альбома Тейлор Свифт Reputation, который дебютировал 16 ноября 2017 года с тиражом 1,216 млн копий.

### Другие страны
22 ноября 2021 года Official Charts Company сообщила, что зарегистрировали 167 000 копий продаж в Великобритании в первой половине его первой недели релиза, что больше, чем у всех остальных альбомов из 40 альбомов чартов, вместе взятых. После пяти дней выпуска альбом стал самым распродаваемым альбомом первой недели релиза за весь 2021 год в этой стране. С 219 000 копиями продаж 30 обогнал диск Voyage шведской группы ABBA, который открылся с показателем 204 000 копий продаж в начале того же месяца. Это также самый большой показатель продаж за дебютную неделю релиза альбома для любого музыканта со времён выхода её же альбома 25 в 2015 году.

## Список треков
| №   | Название                                  | Автор(ы)                      | Продюсеры | Длительность |
| --- | ----------------------------------------- | ----------------------------- | --------- | ------------ |
| 1.  | «Strangers by Nature»                     | Адель Эдкинс Людвиг Йёранссон |           | 3:02         |
| 2.  | «Easy on Me»                              | Адель Эдкинс Грег Кёрстин     | Кёрстин   | 3:45         |
| 3.  | «My Little Love»                          | Эдкинс Кёрстин                |           | 6:29         |
| 4.  | «Cry Your Heart Out»                      | Эдкинс Кёрстин                |           | 4:15         |
| 5.  | «Oh My God»                               | Эдкинс Кёрстин                |           | 3:45         |
| 6.  | «Can I Get It»                            | Эдкинс Макс Мартин Shellback  |           | 3:30         |
| 7.  | «I Drink Wine»                            | Эдкинс Кёрстин                |           | 6:16         |
| 8.  | «All Night Parking» (с Эрроллом Гарнером) | Эдкинс Erroll Garner          |           | 2:41         |
| 9.  | «Woman Like Me»                           | Эдкинс Inflo [англ.]          |           | 5:00         |
| 10. | «Hold On»                                 | Эдкинс Inflo                  |           | 6:06         |
| 11. | «To Be Loved»                             | Эдкинс Tobias Jesso Jr.       |           | 6:43         |
| 12. | «Love Is a Game»                          | Эдкинс Inflo                  |           | 6:43         |

| №   | Название                           | Автор(ы)       | Продюсеры | Длительность |
| --- | ---------------------------------- | -------------- | --------- | ------------ |
| 13. | «Wild Wild West»                   |                |           |              |
| 14. | «Can’t Be Together»                |                |           |              |
| 15. | «Easy on Me» (с Крисом Стэплтоном) | Эдкинс Кёрстин | Кёрстин   |              |

Примечания
- «All Night Parking» является интерлюдией, в музыкальном плане основанной на треке «Finding Parking» Joey Pecoraro, который, в свою очередь, содержит сэмпл из «No More Shadows» Эрролла Гарнера.

## Чарты
| Чарт (2021)                         | Высшая позиция |
| ----------------------------------- | -------------- |
| Австралия (ARIA)                    | 1              |
| Австрия (Ö3 Austria)                | 1              |
| Бельгия/Фландрия (Ultratop)         | 1              |
| Бельгия/Валлония (Ultratop)         | 2              |
| Канада (Canadian Albums Chart)      | 1              |
| Чехия (ČNS IFPI)                    | 2              |
| Дания (Hitlisten)                   | 1              |
| Нидерланды (Album Top 100)          | 1              |
| Финляндия (Suomen virallinen lista) | 1              |
| Франция (SNEP)                      | 2              |
| Германия (Offizielle Top 100)       | 1              |
| Венгрия (MAHASZ)                    | 5              |
| Ирландия (Irish Albums Chart)       | 1              |
| Италия (FIMI)                       | 2              |
| Япония (Oricon)                     | 5              |
| Япония (Billboard Japan)            | 4              |
| Литва (AGATA)                       | 1              |
| Новая Зеландия (RMNZ)               | 1              |
| Норвегия (VG-lista)                 | 1              |
| Польша (ZPAV)                       | 1              |
| Португалия (AFP)                    | 1              |
| Шотландия (Scottish Albums Chart)   | 1              |
| Испания (PROMUSICAE)                | 1              |
| Швеция (Sverigetopplistan)          | 1              |
| Швейцария (Schweizer Hitparade)     | 1              |
| Великобритания (UK Albums Chart)    | 1              |
| США (Billboard 200)                 | 1              |

## Сертификации и продажи
| Регион | Сертификация  | Продажи   |
| --- | ------------- | --------- |
| Австралия (ARIA) | Платиновый    | 70 000    |
| Австрия (IFPI Austria) | Платиновый    | 15 000    |
| Бельгия (BEA) | Платиновый    | 20 000    |
| Бразилия (ABPD) | 2× Платиновый | 80 000    |
| Канада (Music Canada) | Платиновый    | 114,000   |
| Chile (IFPI Chile) | Золотой       | 3,500     |
| Дания (IFPI Danmark) | Платиновый    | 20 000    |
| Франция (SNEP) | 3× Платиновый | 300,000   |
| Германия (BVMI) | Платиновый    | 200 000   |
| Венгрия (Mahasz) | Платиновый    | 4000      |
| Италия (FIMI) | Платиновый    | 50 000    |
| Мексика (AMPROFON) | Золотой       | 70 000    |
| Новая Зеландия (RMNZ) | 2× Платиновый | 30 000    |
| Польша (ZPAV) | 3× Платиновый | 60 000    |
| Португалия (AFP) | Золотой       | 7500^     |
| Испания (PROMUSICAE) | Платиновый    | 40 000    |
| Швеция (GLF) | 2× Платиновый | 60 000    |
| Швейцария (IFPI Switzerland) | Платиновый    | 20 000    |
| Великобритания (BPI) | 2× Платиновый | 600 000   |
| США (RIAA) | 3× Платиновый | 3 000 000 |
| Итого |               |           |
| Мир (IFPI) | —             | 5,542,000 |
| ^ Данные о тиражах приведены только на основе сертификации. · Данные о продажах + прослушиваниях приведены только на основе сертификации. |               |           |

1. ↑  Canadian pure sales as of January 2022[107]
2. ↑  Chilean pure sales as of December 2021[109]
3. ↑  French pure sales as of July 2023[112]
4. ↑  Global pure sales by December 2021[125]

## История релиза
| Регион | Дата           | Формат                                      | Лейбл    | Ссылка  |
| ------ | -------------- | ------------------------------------------- | -------- | ------- |
| Мир    | 19 ноября 2021 | Кассета CD цифровые загрузки стриминг винил | Columbia | [ 126 ] |